# Ararat Erevan
Pour les articles homonymes, voir Ararat.
Maillots
Actualités
Le Football Club Ararat Erevan (en arménien : Ֆուտբոլային Ակումբ Արարատ Երևան), plus couramment abrégé en Ararat Erevan, est un club arménien de football fondé en 1935 et basé à Erevan, la capitale du pays.
Son président est Hiratch Kaprielian depuis février 2017.

## Histoire du club

### Historique
- 1935 : fondation du club sous le nom de Spartak Erevan
- 1938 : le club est renommé Dinamo Eravan
- 1954 : le club est renommé Spartak Erevan
- 1963 : le club est renommé Ararat Erevan, en hommage au mont Ararat
- 1972 : 1re participation à une Coupe d'Europe (C3, saison 1972/73)
- 1992 : 1re participation à la 1re division

### Histoire
Le premier fait d'armes du club survient dans les années 1950 lorsqu'il parvient à se hisser jusqu'en finale de la coupe soviétique de 1954.
L'âge d'or du club peut être placée à la période des années 1970, qui le voit remporter le championnat soviétique en 1973, ainsi que la coupe nationale soviétique en 1973 et 1975. Après une dernière finale de coupe atteinte en 1976, le club n'atteindra plus les sommets jusqu'à son indépendance.
Le club a évolué en première division arménienne depuis la création du Championnat d'Arménie de football en 1992 jusqu'à son exclusion du championnat en 2003 pour avoir refusé de libérer ses joueurs pour un match amical de l'équipe nationale d'Arménie.
Après une période d'oscillation entre la première et la deuxième division, il évolue continuellement dans l'élite depuis la saison 2011.

## Bilan sportif

### Palmarès
| Période arménienne | Période soviétique |
| --- | --- |
| - Championnat d'Arménie (2) - Champion : 1993 et 1995. - Vice-champion : 1999, 2000 et 2008. - Coupe d'Arménie (6) - Vainqueur : 1993, 1994, 1995, 1997, 2008 et 2021. - Finaliste : 2001 et 2007. - Supercoupe d'Arménie (1) - Vainqueur : 2009. - Finaliste : 1997 et 2021. | - Championnat d'Union soviétique (1) - Champion : 1973. - Vice-champion : 1971 et 1976 (printemps). - Coupe d'Union soviétique (2) - Vainqueur : 1973 et 1975. - Finaliste : 1954 et 1976. |

### Classements en championnat
La frise ci-dessous résume les classements successifs du club en championnat d'Union soviétique.
La frise ci-dessous résume les classements successifs du club en championnat d'Arménie.

### Bilan par saison
Légende
- Vainqueur de la compétition.
- Deuxième ou finaliste de la compétition.
- Troisième de la compétition.
- Promotion en division supérieure.
- Relégation en division inférieure.

#### Période soviétique
| Saison           | Championnat  | Championnat  | Championnat  | Championnat  | Championnat  | Championnat  | Championnat  | Championnat  | Championnat  | Championnat  | Coupe d'URSS          |
| Saison           | Division     | Pos          | Pts          | J            | V            | N            | D            | BP           | BC           | Diff         | Coupe d'URSS          |
| ---------------- | ------------ | ------------ | ------------ | ------------ | ------------ | ------------ | ------------ | ------------ | ------------ | ------------ | --------------------- |
| 1937             | 4e           | 12e          | 10           | 11           | 0            | 1            | 10           | 6            | 31           | -25          | 32es de finale        |
| 1938-1943        | Club inactif | Club inactif | Club inactif | Club inactif | Club inactif | Club inactif | Club inactif | Club inactif | Club inactif | Club inactif | Club inactif          |
| 1944             | —            | —            | —            | —            | —            | —            | —            | —            | —            | —            | Seizièmes de finale   |
| 1945             | 2e           | 12e          | 14           | 17           | 5            | 4            | 8            | 24           | 31           | -7           | Huitièmes de finale   |
| 1946             | 2e Sud       | 10e          | 24           | 24           | 9            | 6            | 9            | 33           | 29           | +4           | —                     |
| 1947             | 2e Caucase   | 2e           | 20           | 14           | 8            | 4            | 2            | 34           | 19           | +15          | Seizièmes de finale   |
| 1948             | 2e Sud       | 1er          | 30           | 14           | 18           | 4            | 1            | 48           | 12           | +36          | Seizièmes de finale   |
| 1949             | 1re          | 16e          | 21           | 34           | 8            | 5            | 21           | 36           | 70           | -34          | Seizièmes de finale   |
| 1950             | 1re          | 14e          | 31           | 36           | 10           | 11           | 15           | 39           | 57           | -18          | Huitièmes de finale   |
| 1951             | 2e           | 8e           | 38           | 34           | 14           | 10           | 10           | 40           | 22           | +18          | Huitièmes de finale   |
| 1952             | 2e           | 10e          | 16           | 13           | 8            | 0            | 5            | 23           | 14           | +9           | 32es de finale        |
| 1953             | 2e           | 5e           | 24           | 20           | 9            | 6            | 5            | 26           | 12           | +14          | 32es de finale        |
| 1954             | 2e Zone 1    | 1er          | 35           | 22           | 13           | 9            | 0            | 34           | 9            | +25          | Finale                |
| 1955             | 2e Zone 2    | 2e           | 42           | 30           | 18           | 6            | 6            | 44           | 17           | +27          | 128es de finale Q     |
| 1956             | 2e Zone 2    | 3e           | 46           | 34           | 18           | 10           | 6            | 72           | 27           | +45          | —                     |
| 1957             | 2e Zone 3    | 2e           | 48           | 30           | 21           | 6            | 3            | 73           | 22           | +51          | Quarts de finale Q    |
| 1958             | 2e Zone 4    | 2e           | 43           | 30           | 17           | 9            | 4            | 47           | 15           | +32          | Huitièmes de finale Q |
| 1959             | 2e Zone 3    | 1er          | 41           | 26           | 16           | 9            | 1            | 41           | 18           | +23          | —                     |
| 1960             | 1re          | 9e           | 34           | 30           | 12           | 10           | 8            | 47           | 40           | +7           | Finale Q              |
| 1961             | 1re          | 8e           | 32           | 30           | 11           | 10           | 9            | 37           | 41           | -4           | Seizièmes de finale   |
| 1962             | 1re          | 18e          | 24           | 30           | 10           | 4            | 16           | 33           | 48           | -15          | Demi-finales          |
| 1963             | 1re          | 18e          | 26           | 38           | 9            | 8            | 21           | 34           | 57           | -23          | Seizièmes de finale   |
| 1964             | 2e           | 7e           | 26           | 26           | 9            | 8            | 9            | 26           | 23           | +3           | 32es de finale        |
| 1965             | 2e           | 1er          | 38           | 30           | 16           | 6            | 8            | 46           | 34           | +12          | 32es de finale        |
| 1966             | 1re          | 13e          | 34           | 36           | 12           | 10           | 14           | 30           | 45           | -15          | Seizièmes de finale   |
| 1967             | 1re          | 8e           | 36           | 36           | 13           | 10           | 13           | 40           | 38           | +2           | Seizièmes de finale   |
| 1968             | 1re          | 16e          | 31           | 38           | 11           | 9            | 18           | 34           | 46           | -12          | Seizièmes de finale   |
| 1969             | 1re          | 15e          | 37           | 34           | 13           | 11           | 10           | 48           | 40           | +8           | Seizièmes de finale   |
| 1970             | 1re          | 12e          | 29           | 32           | 10           | 9            | 13           | 31           | 34           | -3           | Huitièmes de finale   |
| 1971             | 1re          | 2e           | 37           | 30           | 13           | 11           | 6            | 37           | 28           | +9           | Huitièmes de finale   |
| 1972             | 1re          | 4e           | 34           | 30           | 12           | 10           | 8            | 38           | 29           | +9           | Seizièmes de finale   |
| 1973             | 1re          | 1er          | 39           | 30           | 18           | 7            | 5            | 52           | 26           | +26          | Vainqueur             |
| 1974             | 1re          | 5e           | 32           | 30           | 11           | 10           | 9            | 37           | 28           | +9           | Quarts de finale      |
| 1975             | 1re          | 5e           | 34           | 30           | 15           | 4            | 11           | 40           | 38           | +2           | Vainqueur             |
| 1976 (printemps) | 1re          | 2e           | 19           | 15           | 8            | 3            | 4            | 22           | 13           | +9           | Finale                |
| 1976 (automne)   | 1re          | 14e          | 14           | 15           | 4            | 6            | 5            | 14           | 20           | -6           | Finale                |
| 1977             | 1re          | 11e          | 27           | 30           | 7            | 13           | 10           | 28           | 34           | -6           | Seizièmes de finale   |
| 1978             | 1re          | 14e          | 22           | 30           | 8            | 6            | 16           | 20           | 42           | -22          | Huitièmes de finale   |
| 1979             | 1re          | 7e           | 32           | 34           | 12           | 13           | 9            | 44           | 32           | +12          | Phase de groupes      |
| 1980             | 1re          | 8e           | 32           | 34           | 11           | 11           | 12           | 39           | 43           | -4           | Quarts de finale      |
| 1981             | 1re          | 14e          | 29           | 34           | 10           | 9            | 15           | 44           | 50           | -6           | Quarts de finale      |
| 1982             | 1re          | 5e           | 38           | 34           | 14           | 10           | 10           | 50           | 47           | +3           | Huitièmes de finale   |
| 1983             | 1re          | 14e          | 29           | 34           | 11           | 7            | 16           | 29           | 47           | -18          | Huitièmes de finale   |
| 1984             | 1re          | 11e          | 31           | 34           | 12           | 7            | 15           | 46           | 50           | -4           | Huitièmes de finale   |
| 1985             | 1re          | 13e          | 30           | 34           | 10           | 12           | 12           | 42           | 46           | -4           | Huitièmes de finale   |
| 1986             | 1re          | 14e          | 26           | 30           | 8            | 10           | 12           | 27           | 44           | -17          | Seizièmes de finale   |
| 1987             | 1re          | 8e           | 29           | 30           | 13           | 3            | 14           | 32           | 45           | -13          | Seizièmes de finale   |
| 1988             | 1re          | 9e           | 27           | 30           | 9            | 9            | 12           | 21           | 28           | -7           | Huitièmes de finale   |
| 1989             | 1re          | 12e          | 24           | 30           | 8            | 8            | 14           | 25           | 41           | -16          | Seizièmes de finale   |
| 1990             | 1re          | 7e           | 23           | 24           | 8            | 7            | 9            | 25           | 23           | +2           | Huitièmes de finale   |
| 1991             | 1re          | 7e           | 29           | 30           | 11           | 7            | 12           | 29           | 36           | -7           | Demi-finales          |
| 1991             | 1re          | 7e           | 29           | 30           | 11           | 7            | 12           | 29           | 36           | -7           | Seizièmes de finale   |

#### Période arménienne
| Saison    | Championnat | Championnat | Championnat | Championnat | Championnat | Championnat | Championnat | Championnat | Championnat | Championnat | Coupe d'Arménie     |
| Saison    | Division    | Pos         | Pts         | J           | V           | N           | D           | BP          | BC          | Diff        | Coupe d'Arménie     |
| --------- | ----------- | ----------- | ----------- | ----------- | ----------- | ----------- | ----------- | ----------- | ----------- | ----------- | ------------------- |
| 1992      | 1re         | 4e          | 34          | 22          | 15          | 4           | 3           | 78          | 15          | +63         | Huitièmes de finale |
| 1993      | 1re         | 1er         | 51          | 28          | 23          | 5           | 0           | 92          | 9           | +83         | Vainqueur           |
| 1994      | 1re         | 3e          | 47          | 28          | 21          | 5           | 2           | 109         | 21          | +88         | Vainqueur           |
| 1995      | 1re         | 1er         | 20          | 10          | 6           | 2           | 2           | 34          | 11          | +23         | Vainqueur           |
| 1995-1996 | 1re         | 4e          | 39          | 22          | 12          | 3           | 7           | 58          | 28          | +30         | Demi-finales        |
| 1996-1997 | 1re         | 2e          | 52          | 22          | 17          | 1           | 4           | 54          | 18          | +36         | Vainqueur           |
| 1997      | 1re         | 6e          | 27          | 18          | 7           | 6           | 5           | 32          | 21          | +11         | —                   |
| 1998      | 1re         | 4e          | 35          | 26          | 10          | 5           | 11          | 40          | 40          | 0           | Quarts de finale    |
| 1999      | 1re         | 2e          | 72          | 32          | 22          | 6           | 4           | 63          | 21          | +42         | Quarts de finale    |
| 2000      | 1re         | 2e          | 59          | 28          | 18          | 5           | 5           | 50          | 23          | +27         | Demi-finales        |
| 2001      | 1re         | 5e          | 42          | 22          | 13          | 3           | 6           | 42          | 22          | +20         | Finale              |
| 2002      | 1re         | 5e          | 33          | 22          | 9           | 6           | 7           | 39          | 22          | +17         | Quarts de finale    |
| 2003      | Club exclu  | Club exclu  | Club exclu  | Club exclu  | Club exclu  | Club exclu  | Club exclu  | Club exclu  | Club exclu  | Club exclu  | Club exclu          |
| 2004      | 2e          | 7e          | 49          | 30          | 16          | 1           | 13          | 83          | 50          | +33         | Quarts de finale    |
| 2005      | 2e          | 2e          | 56          | 24          | 18          | 2           | 4           | 72          | 18          | +54         | Quarts de finale    |
| 2006      | 1re         | 4e          | 49          | 28          | 15          | 4           | 9           | 48          | 35          | +13         | Quarts de finale    |
| 2007      | 1re         | 4e          | 49          | 28          | 15          | 4           | 9           | 49          | 42          | +7          | Finale              |
| 2008      | 1re         | 2e          | 59          | 28          | 18          | 5           | 5           | 48          | 23          | +25         | Vainqueur           |
| 2009      | 1re         | 8e          | 14          | 28          | 2           | 8           | 18          | 20          | 54          | -34         | Quarts de finale    |
| 2010      | 2e          | 1er         | 55          | 24          | 17          | 4           | 3           | 50          | 19          | +31         | —                   |
| 2011      | 1re         | 8e          | 10          | 28          | 2           | 4           | 22          | 14          | 57          | -43         | Quarts de finale    |
| 2012-2013 | 1re         | 7e          | 33          | 42          | 9           | 6           | 27          | 27          | 70          | -43         | Quarts de finale    |
| 2012-2013 | 1re         | 7e          | 33          | 42          | 9           | 6           | 27          | 27          | 70          | -43         | Quarts de finale    |
| 2013-2014 | 1re         | 4e          | 44          | 28          | 12          | 8           | 8           | 30          | 23          | +7          | Quarts de finale    |
| 2014-2015 | 1re         | 8e          | 13          | 28          | 3           | 4           | 21          | 28          | 69          | -41         | Quarts de finale    |
| 2015-2016 | 1re         | 5e          | 37          | 28          | 9           | 10          | 9           | 28          | 31          | -3          | Quarts de finale    |
| 2016-2017 | 1re         | 6e          | 12          | 30          | 3           | 3           | 24          | 17          | 53          | -36         | Quarts de finale    |
| 2017-2018 | 1re         | 6e          | 21          | 30          | 5           | 6           | 19          | 33          | 55          | -22         | Quarts de finale    |
| 2018-2019 | 1re         | 9e          | 22          | 32          | 5           | 7           | 20          | 24          | 60          | -36         | Quarts de finale    |
| 2019-2020 | 1re         | 6e          | 33          | 27          | 9           | 6           | 12          | 31          | 36          | -5          | Huitièmes de finale |
| 2020-2021 | 1re         | 4e          | 40          | 24          | 11          | 7           | 6           | 34          | 18          | +16         | Vainqueur           |
| 2021-2022 | 1re         | 4e          | 46          | 32          | 13          | 7           | 12          | 47          | 36          | +11         | Demi-finales        |
| 2022-2023 | 1re         | 6e          | 38          | 36          | 10          | 8           | 18          | 29          | 42          | -13         | Huitièmes de finale |
| 2023-2024 | 1re         | 6e          | 45          | 36          | 13          | 6           | 17          | 39          | 50          | -11         | Huitièmes de finale |

1. ↑  La saison 1995 servant de saison de transition, aucun vainqueur n'est désigné en fin d'exercice.

### Bilan européen
Note : dans les résultats ci-dessous, le score du club est toujours donné en premier
| Saison                                         | Compétition                                    | Tour                                           | Club                                           | Domicile                                       | Extérieur                                      | Total                                          |
| Représentant de l'Union soviétique (1972-1991) | Représentant de l'Union soviétique (1972-1991) | Représentant de l'Union soviétique (1972-1991) | Représentant de l'Union soviétique (1972-1991) | Représentant de l'Union soviétique (1972-1991) | Représentant de l'Union soviétique (1972-1991) | Représentant de l'Union soviétique (1972-1991) |
| ---------------------------------------------- | ---------------------------------------------- | ---------------------------------------------- | ---------------------------------------------- | ---------------------------------------------- | ---------------------------------------------- | ---------------------------------------------- |
| 1972-1973                                      | Coupe UEFA                                     | Premier tour                                   | EPA Larnaca                                    | 1 - 0                                          | 1 - 0                                          | 2 - 0                                          |
| 1972-1973                                      | Coupe UEFA                                     | Deuxième tour                                  | Grasshopper Zurich                             | 4 - 2                                          | 3 - 1                                          | 7 - 3                                          |
| 1972-1973                                      | Coupe UEFA                                     | Troisième tour                                 | FC Kaiserslautern                              | 2 - 0                                          | 0 - 2 ap                                       | 2 - 2 (4 - 5 tab)                              |
| 1974-1975                                      | Coupe des clubs champions                      | Premier tour                                   | Viking FK                                      | 4 - 2                                          | 2 - 0                                          | 6 - 2                                          |
| 1974-1975                                      | Coupe des clubs champions                      | Deuxième tour                                  | Cork Celtic                                    | 5 - 0                                          | 2 - 1                                          | 7 - 1                                          |
| 1974-1975                                      | Coupe des clubs champions                      | Quarts de finale                               | Bayern Munich                                  | 1 - 0                                          | 0 - 2 ap                                       | 1 - 2                                          |
| 1975-1976                                      | Coupe des coupes                               | Premier tour                                   | Anorthosis Famagouste                          | 9 - 0                                          | 1 - 1                                          | 10 - 1                                         |
| 1975-1976                                      | Coupe des coupes                               | Deuxième tour                                  | West Ham United                                | 1 - 1                                          | 1 - 3                                          | 2 - 4                                          |
| Représentant de l'Arménie (depuis 1992)        |                                                |                                                |                                                |                                                |                                                |                                                |
| 1994-1995                                      | Coupe UEFA                                     | Tour préliminaire                              | CSKA Sofia                                     | 0 - 0                                          | 0 - 3                                          | 0 - 3                                          |
| 1995-1996                                      | Coupe des coupes                               | Tour préliminaire                              | GKS Katowice                                   | 2 - 0                                          | 0 - 2 ap                                       | 2 - 2 (5 - 4 tab)                              |
| 1995-1996                                      | Coupe des coupes                               | Premier tour                                   | Dynamo Moscou                                  | 0 - 1                                          | 1 - 3                                          | 1 - 4                                          |
| 1997-1998                                      | Coupe des coupes                               | Tour préliminaire                              | Dinamo Batoumi                                 | 0 - 2                                          | 3 - 0                                          | 3 - 2                                          |
| 1997-1998                                      | Coupe des coupes                               | Premier tour                                   | FC Copenhague                                  | 0 - 2                                          | 0 - 3                                          | 0 - 5                                          |
| 1999                                           | Coupe Intertoto                                | Tour préliminaire                              | FCM Bacău                                      | 1 - 0                                          | 1 - 0                                          | 2 - 0                                          |
| 1999                                           | Coupe Intertoto                                | Premier tour                                   | Saint-Trond VV                                 | 0 - 2                                          | 1 - 3                                          | 1 - 5                                          |
| 2000-2001                                      | Coupe UEFA                                     | Tour préliminaire                              | VSS Košice                                     | 2 - 3                                          | 1 - 1                                          | 3 - 4                                          |
| 2001-2002                                      | Coupe UEFA                                     | Tour préliminaire                              | Hapoël Tel-Aviv                                | 0 - 2                                          | 0 - 3                                          | 0 - 5                                          |
| 2007                                           | Coupe Intertoto                                | Premier tour                                   | Chakhtior Salihorsk                            | 2 - 0                                          | 1 - 4                                          | 3 - 4                                          |
| 2008-2009                                      | Coupe UEFA                                     | Premier tour Q                                 | AC Bellinzone                                  | 0 - 1                                          | 1 - 3                                          | 1 - 4                                          |
| 2021-2022                                      | Ligue Europa Conférence                        | Premier tour Q                                 | Fehérvár FC                                    | 2 - 0                                          | 1 - 1                                          | 3 - 1                                          |
| 2021-2022                                      | Ligue Europa Conférence                        | Deuxième tour Q                                | Śląsk Wrocław                                  | 2 - 4                                          | 3 - 3                                          | 5 - 7                                          |
| 2022-2023                                      | Ligue Europa Conférence                        | Premier tour Q                                 | FK Shkëndija                                   | 2 - 2                                          | 0 - 2                                          | 2 - 4                                          |

1. ↑  La rencontre s'achève à l'origine sur une victoire 4-2 du Dinamo Batoumi. Ce résultat est cependant annulé du fait de l'alignement par le Dinamo d'un joueur non-inéligible et le club est pénalisé par une défaite technique 3-0.

Légende
- Victoire ou qualification pour le tour suivant
- Match nul
- Défaite ou élimination de la compétition

## Personnalités du club

### Présidents
- Vartan Sirmakes
- Hiratch Kaprielian

### Entraîneurs
La liste suivante présente les différents entraîneurs connus du club,,.
- Vramchapukh Merangulian (1935-1938)
- Souren Atanesian (1939)
- Iouri Esenine (1940-1944)
- Viktor Andreïev (1945)
- Mikhaïl Souchkov (en) (1946)
- Viktor Gretchichnikov (1947)
- Haïk Andriasian (ru) (1948-juin 1949)
- Boris Apoukhtine (en) (août 1949-décembre 1949)
- Gleb Riabikov (1950-juin 1951)
- Ilia Evranov (juin 1951-1952)
- Haïk Andriasian (ru) (1952-1954)
- Abram Dangoulov (ru) (1955-1956)
- Haïk Andriasian (ru) (1957)
- Boris Smyslov (1958-1960)
- Haïk Andriasian (ru) (janvier 1961-juillet 1961)
- Anatoli Akimov (en) (août 1961-juillet 1962)
- Haroutioun Keheïan (ru) (août 1962-décembre 1962)
- Haïk Andriasian (ru) (janvier 1963-septembre 1963)
- Aleksandr Abramov (ru) (octobre 1963-décembre 1963)
- Gueorgui Jarkov (en) (1964)
- Artiom Falian (en) (mars 1965-décembre 1967)
- Eduard Grigoryan (en) (1968)
- Aleksandr Ponomariov (1969-1970)
- Nikolaï Glebov (ru) (1971-1972)
- Nikita Simonian (1973-1974)
- Viktor Maslov (1975)
- Eduard Markarov (1976-1977)
- Nikolaï Gouliaïev (janvier 1978-août 1978)
- Leonid Zakharov (août 1978-décembre 1978)
- Iosif Betsa (1979-1981)
- Arkadi Andreasyan (1982-1983)
- Nikita Simonian (1984-mai 1985)
- Leonid Zakharov (juin 1985-juin 1986)
- Arkadi Andreasyan (juillet 1986-juin 1989)
- Nikolay Kazakryan (juillet 1989-décembre 1989)
- Armen Sarkisian (ru) (1990-1994)
- Samvel Darbinyan (1995)
- Arkadi Andreasyan (janvier 1996-octobre 2001)
- Rafael Galustian (octobre 2001-novembre 2001)
- Felix Veranian (novembre 2001-décembre 2001)
- Arkadi Andreasyan (mars 2002-septembre 2002)
- Felix Veranian (septembre 2002-décembre 2002)
- Sevada Arzumanian (ru) (2003-2004)
- Souren Barseghyan (en) (2005)
- Varuzhan Sukiasyan (en) (2006-2007)
- Dušan Mijić (en) (2007)
- Varuzhan Sukiasyan (en) (2008)
- Arkadi Andreasyan (2009)
- Tigran Yesayan (en) (2010)
- Arkadi Andreasyan (2011-2012)
- Abraham Khashmanyan (en) (mai 2012-avril 2014)
- Arkadi Chilingaryan (avril 2014-juin 2014)
- Dušan Mijić (en) (juillet 2014-septembre 2014)
- Samvel Darbinyan (septembre 2014-novembre 2014)
- Suren Chakhalyan (janvier 2015-avril 2015)
- Varuzhan Sukiasyan (en) (avril 2015-juin 2016)
- Arkadi Andreasyan (juillet 2016-juin 2017)
- Albert Safaryan (juillet 2017-avril 2018)
- Edgar Torosyan (avril 2018-juin 2018)
- Armen Stepanyan (juillet 2018-septembre 2018)
- Abraham Khashmanyan (en) (octobre 2018-avril 2019)
- Tigran Yesayan (en) (avril 2019-juin 2019)
- Sergueï Boïko (août 2019-septembre 2019)
- Gagik Simonyan (en) (septembre 2019-octobre 2019)
- Vadym Lazorenko (octobre 2019-décembre 2019)
- Igor Kolyvanov (janvier 2020-mai 2020)
- Ara Abrahamyan (intérim) (juin 2020-)

### Joueurs emblématiques
- Nikolay Kazakryan

## Identité visuelle

Ancien logo.
Logo actuel.